# جين بروك
جين بروك (بالإنجليزية: Jayne Brook)‏ هي ممثلة أمريكية، ولدت في 16 سبتمبر 1960 في الولايات المتحدة.

## أعمال

### مسلسلات
- الإخوة والأخوات
- المقاطعة
- إن سي آي إس
- ديسكفري
- كاسل

## وصلات خارجية
- جين بروك على موقع IMDb (الإنجليزية)
- جين بروك على موقع ميتاكريتيك (الإنجليزية)
- جين بروك على موقع روتن توميتوز (الإنجليزية)
- جين بروك على موقع قاعدة بيانات الأفلام العربية
- جين بروك على موقع ألو سيني (الفرنسية)
- جين بروك على موقع تيرنر كلاسيك موفيز (الإنجليزية)
- جين بروك على موقع أول موفي (الإنجليزية)
- جين بروك على موقع قاعدة بيانات الأفلام السويدية (السويدية)
- جين بروك على موقع إن إن دي بي (الإنجليزية)
- جين بروك على موقع قاعدة بيانات الفيلم (الإنجليزية)